# Kerkwitz
Kerkwitz, niedersorbisch Keŕkojce, ist ein Dorf in der Gemeinde Schenkendöbern im Landkreis Spree-Neiße in Brandenburg. Das Dorf zählt 476 Einwohner (Stand: 31. Dezember 2016).
Der Ortsname wird entweder vom altsorbischen Personennamen Kyrk („die Kehle“) oder vom Wort kerk für „Strauch“ hergeleitet, wobei letztere Deutung in Zweifel gezogen wird.

## Lage

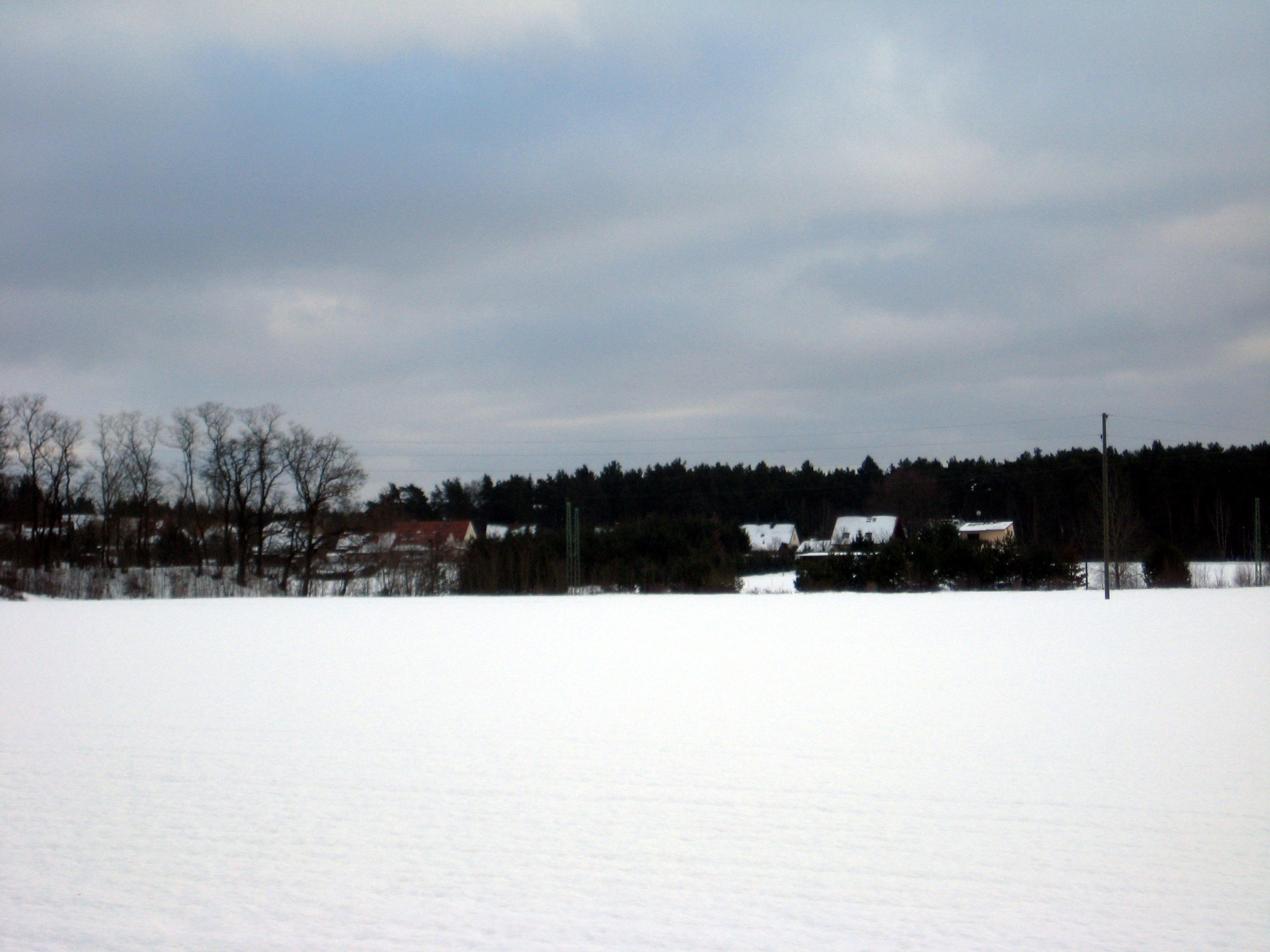
Dorf Kerkwitz, Blick aus Richtung Atterwasch

Kerkwitz liegt etwa 5 km entfernt von der deutsch-polnischen Grenze zwischen Frankfurt (Oder) und Cottbus inmitten einer wald- und seenreichen Landschaft auf einer Höhe von 65 m bis 80 m ü. NN. Über die Bundesstraßen 97 und 112, die in der Nähe des Dorfes verlaufen, werden die Strukturzentren Cottbus und Frankfurt (Oder) erreicht.
Kerkwitz liegt an der Bahnstrecke Cottbus – Guben (eröffnet 1871). Ab 1. Mai 1993 wurde der Fahrkartenschalter geschlossen.
Die Fläche der Gemarkung Kerkwitz beträgt 864 Hektar. Davon sind 564 ha forstwirtschaftliche Nutzfläche (65,3 %), 193 ha landwirtschaftliche Nutzfläche (22,3 %) und nur 24 ha bewohntes Gelände (2,8 %).

## Wirtschaft und Gesellschaft
Das Dorf hat einige Handwerksbetriebe, einen Dorfladen, eine Gaststätte mit Pension, die evangelische Kirche (siehe Gustav-Adolf-Kirche) und einen Bahnhof. Es gibt die Freiwillige Feuerwehr, einen Jugendclub, eine Kirchengruppe der Evangelischen Kirchengemeinde Region Guben, die Bubbatzfreunde Kerkwitz, die Frauengruppe Kleeblatt und einen Kleintierzuchtverein.

### Demografie
Im Jahre 2008 hatte Kerkwitz 502 Einwohner, davon waren 91 unter 21 Jahre alt (18,1 %); 322 Einwohner waren zwischen 21 und 65 Jahre alt (64,2 %) und 89 Kerkwitzer waren älter als 65 Jahre (17,7 %).

### Braunkohleabbau
Ende 2007 wurden Pläne des Vattenfall-Konzerns bekannt, die den Aufschluss des Tagebaus Jänschwalde-Nord vorsahen. Deren Bewilligung hätte die Umsiedlung der Einwohner und Zerstörung von Ort und Landschaft nach sich gezogen. Betroffen wären neben Kerkwitz die Dörfer Atterwasch und Grabko. Jährlich im Januar protestierten die Bewohner der drei Orte und der Nachbargemeinden mit einem Sternmarsch gegen die Pläne des Konzerns. Am 30. März 2017 gab der neue Eigentümer LEAG jedoch bekannt, auf die Erweiterung von Jänschwalde zu verzichten.

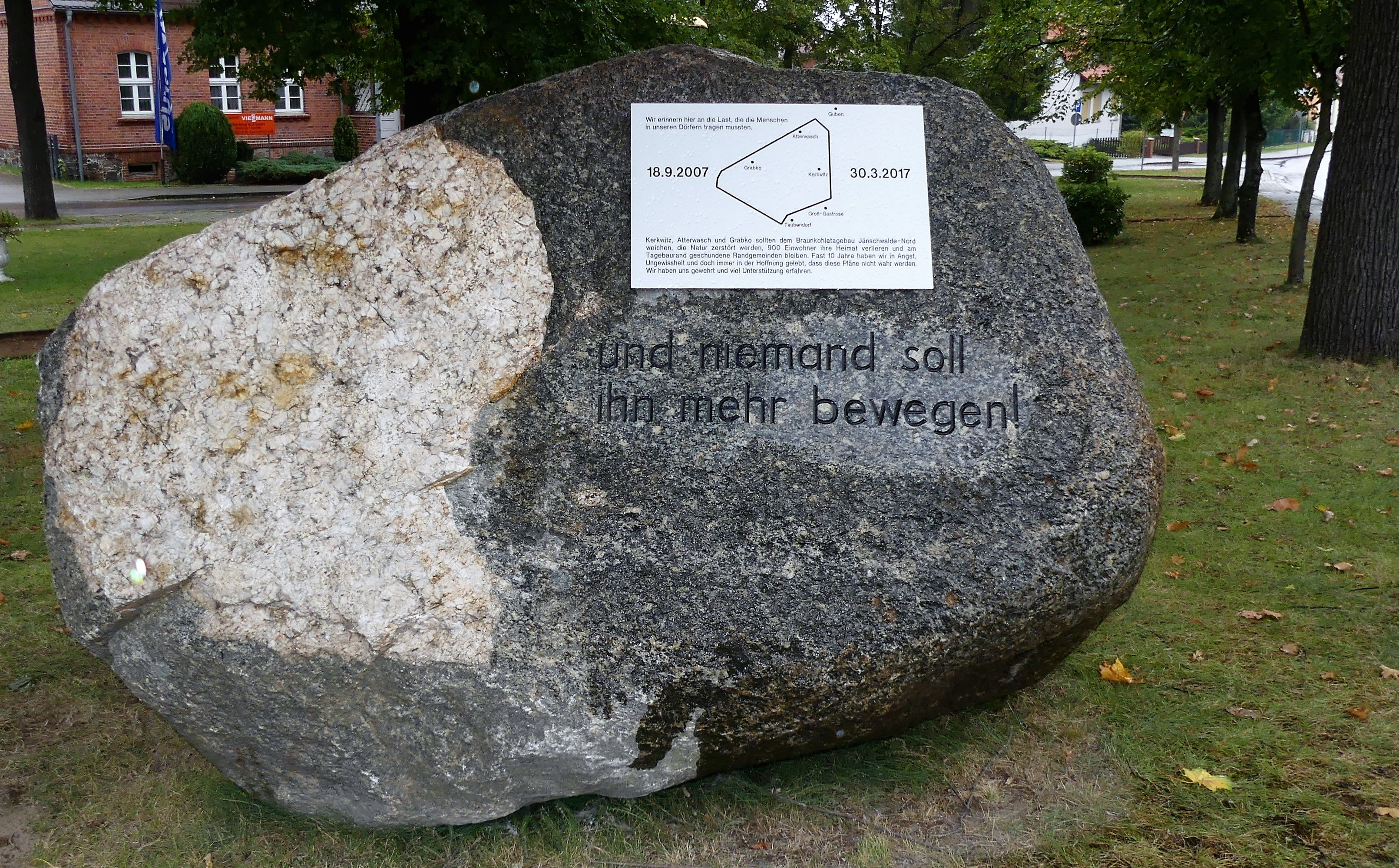
Gedenkstein 10 Jahre Kampf gegen Abbaggerung, September 2017

Die geplante Devastierung der drei Orte wurde vom Dokumentarfilmer Peter Benedix in den Filmen Heimat auf Zeit (2009) und BrückenJahre (2014) thematisiert.
Im August 2014 verband eine Menschenkette Kerkwitz mit dem 8 Kilometer entfernten Grabice in Polen.

### Tourismus
Kerkwitz ist mit den Lausitzer Radwanderwegen verbunden; die geringen Höhenunterschiede und niedrige Verkehrsdichte begünstigen das Radwandern. Einige Badeseen befinden sich in der Nähe des Ortes: der Deulowitzer See, der Pastlingsee und der Pinnower See. Wandern kann man zur Flussaue der Neiße, durch die ausgedehnten Wälder und in den Kaltenborner Bergen.

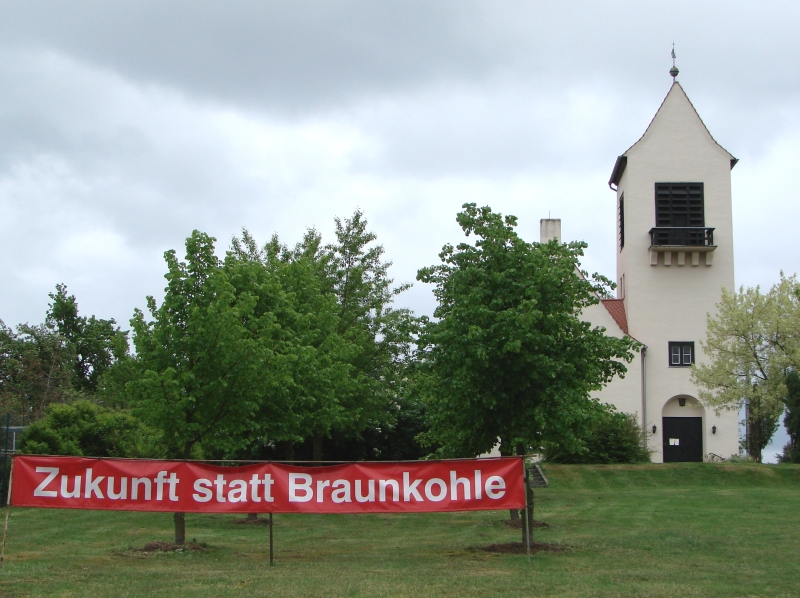
Gustav-Adolf-Kirche

## Sehenswürdigkeiten
In der Liste der Baudenkmale in Schenkendöbern sind für Kerkwitz vier Baudenkmale aufgeführt.

### Gustav-Adolf-Kirche
Die Gustav-Adolf-Kirche gehört zur evangelischen Kirchengemeinde Guben und befindet sich in der Ortsmitte von Kerkwitz. Sie wurde 1952 eingeweiht.